# 国分城 (大隅国)
国分城（こくぶじょう）は、鹿児島県霧島市国分中央にあった日本の城。別名を「国分新城」・「国分御屋形」・「舞鶴城」。

## 沿革
慶長9年（1604年）頃、島津義久はそれまで住んでいた富隈城から、新しい城を新設して移り住んだ。なお縄張りは、帰化した明人で加治木衆中の江夏友賢が担当。義久は寒村であった場所に京都風の碁盤の目をしき、明より商人を招いて「唐人町」を作るなど国分城下の町を整備したが、慶長16年（1611年）に義久が没した後は、義久の娘で18代当主・島津家久（忠恒）の正室であった亀寿姫が鹿児島城より別居させられて移り住んだ。寛永7年（1630年）に亀寿姫が死んだ後は国分城は藩主直轄の地となり、地頭屋形がおかれていた。
その後、薩摩国、大隅国の境に位置するという絶好の立地条件から藩主自体が鹿児島城から国分城に移転する計画が幾度も立てられ、島津斉彬は国分城下の測量まで行ったが、斉彬の死去により頓挫しこの計画は実行されなかった。
明治10年（1877年）の西南戦争の時には山縣有朋がこの城に駐屯。その後は霧島市立国分小学校がおかれた。

## 現状

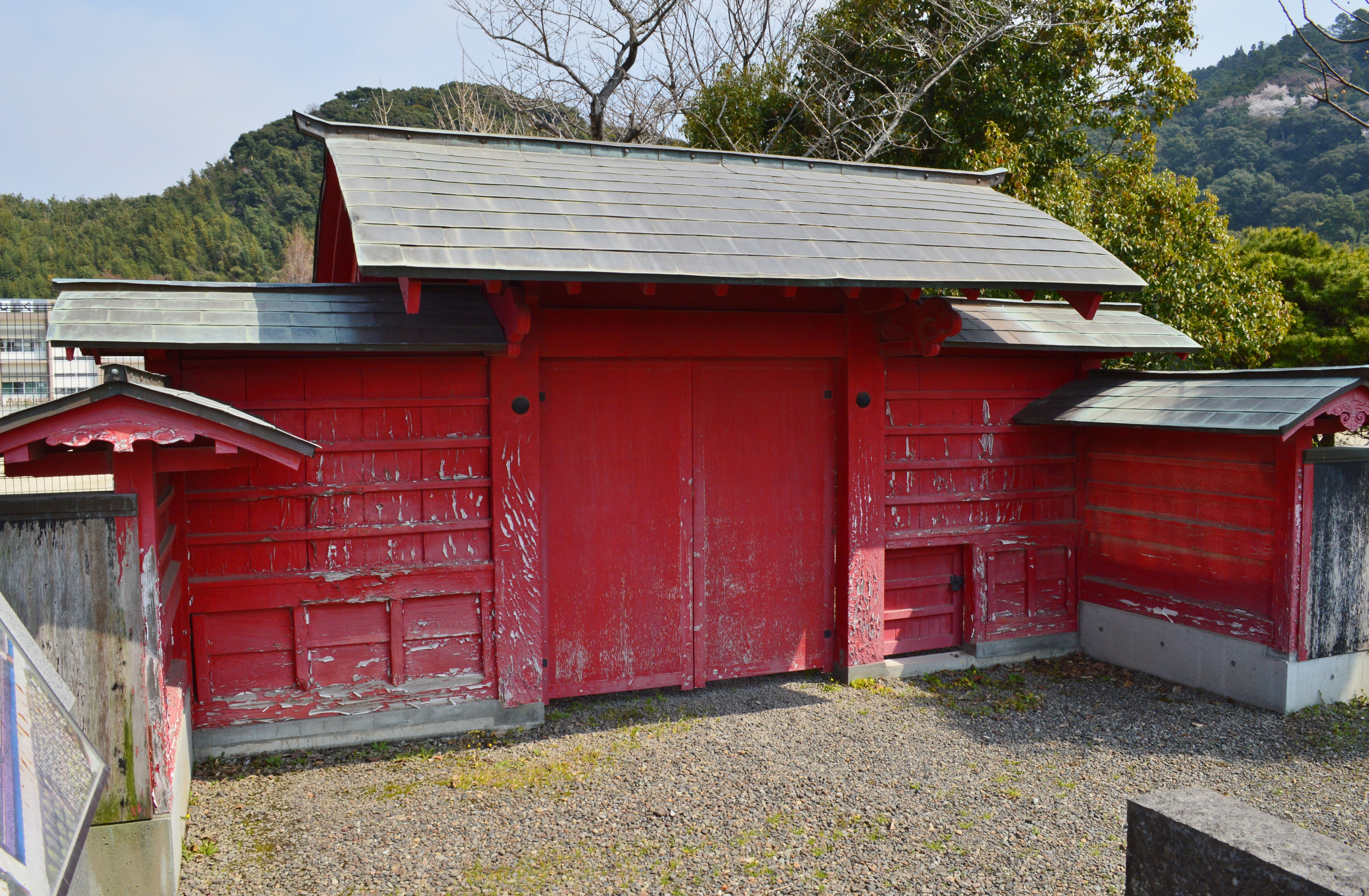
朱門（霧島市指定文化財）

城自体はそれまでの島津氏の城にありがちな中世屋形の形式であったが、裏山を後詰めの城「隼人城」としたため富隈城より防衛機能に優れた場所に立地した。ちなみにこの裏山は養老4年の隼人の反乱の時に使われた’曽於乃岩城’（そおのいわき）という説がある。この裏山は現在「城山」と呼ばれ霧島市立国分郷土館がある。
現状は国分小学校の周囲に石垣と堀が残り、また旧国分城南門で藩士屋敷に払い下げられていた「朱門」が移築されている。

## 慶長10年の主な国分衆中
「慶長10年国分衆中」は慶長10年（1605年）の国分衆中569家の名簿が記載されている。
主な国分衆中は以下のとおり。
- 東郷藤兵衛尉（東郷重位）
- 平田平蔵（平田宗弘、後名は狩野介、平田正房・平田靱負親子の先祖）
- 相良勘解由次官（相良頼豊、平田宗弘の父が豊臣秀吉の九州征伐後に公領として取り上げられた旧領の代替地を島津義久に要求したときの取次役〈「平姓平田家系図」参照〉）
- 調所大炊左衛門尉（調所広郷の養父の先祖）
- 東郷安房入道（東郷重治）
- 町田縫殿助（町田久門、後名は駿河守）
- 皿良善介（皿良貞資）
- 瀬戸口三左衛門尉（『本藩人物誌』では、瀬戸口重為の養孫の重照が三左衛門を称したとある）
- 平田久兵衛尉（平田宗親、島津義久隠居の時の家老、平田増宗弟、のち切腹〈「平姓平田家系図」参照〉）
- 喜入大炊助（東郷重利の舅の先祖、同時代の喜入大炊助久正とは別人の模様）
- 椎原与右衛門尉（椎原国林。のち、島津義弘に殉死。西郷隆盛の母の先祖という）
- 福屋七介（後名は五郎兵衛）
- 川上治部左衛門尉

これらの人物は義久に従い鹿児島や浜之市から来て、義久や亀寿の死後に鹿児島城下に移住したものが多い。